# بيت ديفيس
بيت ديفيس (5 أبريل 1908 - 6 أكتوبر 1989) (بالإنجليزية: Bette Davis)‏ ممثلة أمريكية، حصلت على جائزة أوسكار مرتين كأفضل ممثلة عام 1935 عن دورها فيلم خطر وعام 1938 عن دورها في فيلم جزيبل.
بعد ظهورها في مسرحيات برودواي، انتقلت بيت ديفيس إلى هوليوود في 1930، ولم تلق أفلامها الأولى مع ستوديوهات يونيفرسال نجاحا. انضمت بعد ذلك إلى وارنر براذرز في عام 1932 وأرست بدايات مشوارها الفني بعدة أدوار حازت على إعجاب النقاد. وفي عام 1937 حاولت بيت ديفيس فسخ عقدها مع وارنر براذرز وبرغم خسارتها للقضية التي نالت شهرة واسعة في ذلك الوقت، كانت هذه هي بداية انطلاق أكثر الفترات تألقا في مشوارها الفني. عرفت بيت حتى أواخر الأربعينيات من القرن العشرين بكونها إحدى أشهر نجمات السينما الأمريكية والتي اشتهرت بقوة أدائها التمثيلي، خاصة بعد تجسيدها لشخصية مارغو شانينغ في فيلم كل شيء عن إيف.
حصلت بيت ديفيس عام 1999 على الترتيب الثاني لأفضل ممثلات السينما الأمريكية على الإطلاق عبر 100 عام بعد كاثرين هيبورن وذلك ضمن فعاليات يقوم بها معهد الفيلم الأمريكي.

## وصلات خارجية
- الموقع الرسمي
, operated by the Estate of Bette Davis
- بيت ديفيس على موقع IMDb (الإنجليزية)
- بيت ديفيس على موقع ميتاكريتيك (الإنجليزية)
- بيت ديفيس على موقع الموسوعة البريطانية (الإنجليزية)
- بيت ديفيس على موقع روتن توميتوز (الإنجليزية)
- بيت ديفيس على موقع مونزينجر (الألمانية)
- بيت ديفيس على موقع قاعدة بيانات الأفلام العربية
- بيت ديفيس على موقع ألو سيني (الفرنسية)
- بيت ديفيس على موقع ميوزك برينز (الإنجليزية)
- بيت ديفيس على موقع تيرنر كلاسيك موفيز (الإنجليزية)
- بيت ديفيس على موقع أول موفي (الإنجليزية)
- بيت ديفيس في دليل التلفاز
- Portraits from "The Little Foxes", 1941 نسخة محفوظة 5 مارس 2016 على موقع واي باك مشين. by نيد سكوت
- "بيت ديفيس". فايند أغريف. اطلع عليه بتاريخ 2015-06-21.